# Leancă-kormány

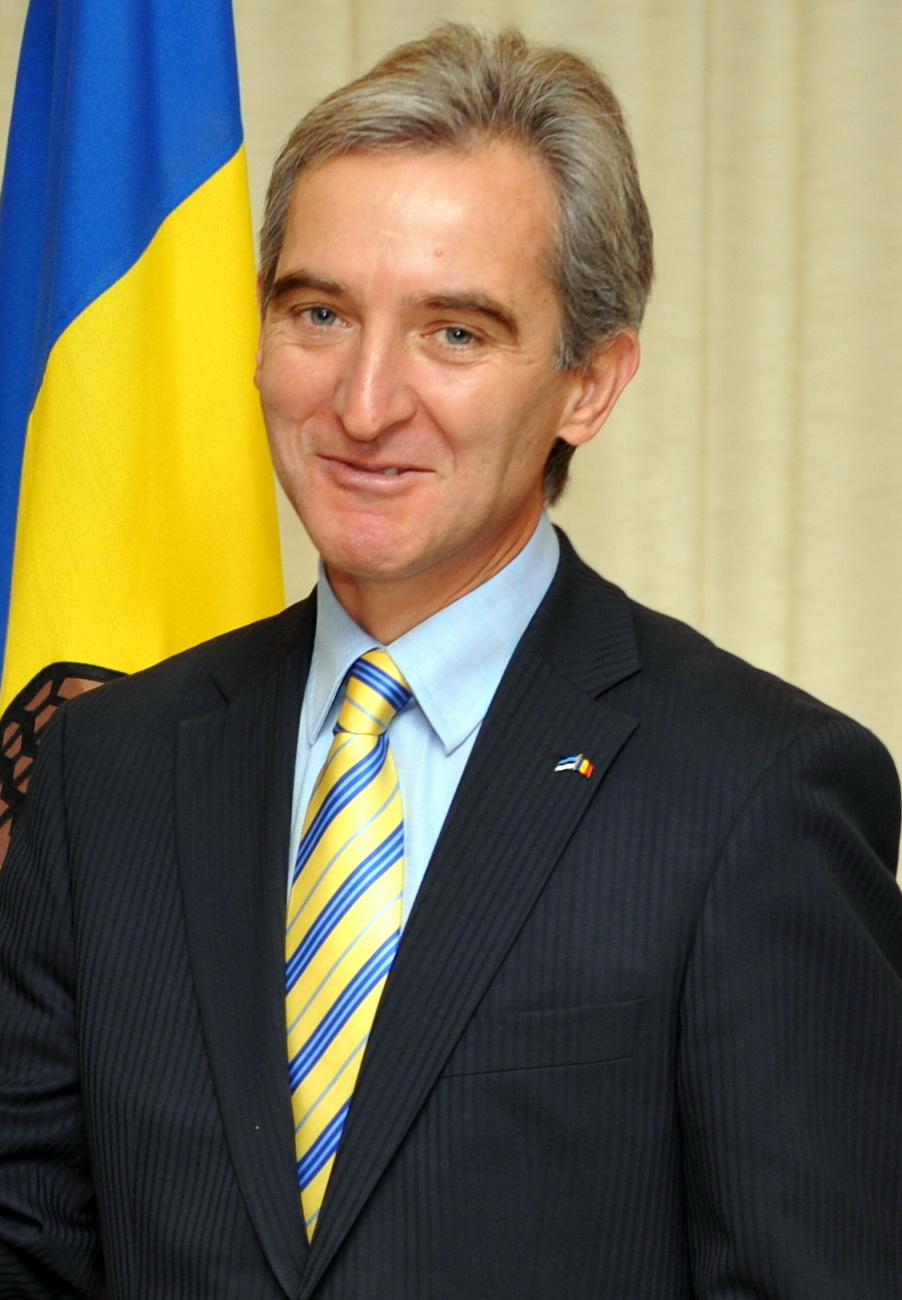
Iurie Leancă

A moldovai parlament 2013. május 30-án megválasztotta az ország új kormányát, amely másnap letette az esküt.

## A kormánykoalíció
A kormánykoalíció élére az Európa-barát Iurie Leancă – korábbi kül- és európai integrációs miniszter – került, aki a Filat-kormány bukása után, április 25-én vette át ideiglenesen a kabinet irányítását. A Leancă-kabinet tagjainak többsége szerepet vállalt az előző kormányban is, mindössze négy minisztérium – a külügyi, a közlekedési, a művelődési, valamint az ifjúsági és sporttárca – élén történt változás. Az új kabinetben a Moldovai Demokrata Párt (PDM), a Moldovai Liberális Demokrata Párt (PLDM) és a Liberális Párt (LP) reformpárti csoportjának (PLR) politikusai vállaltak szerepet. A kormány a soron következő választásig maradt hivatalban.

## Kormányösszetétel
A Leancă-kormány összetétele 2013. május 31-től:
| Név                                                                            | Hivatal kezdete     | Hivatal vége        | Párt           | Megjegyzés     |
| Miniszterelnök                                                                 | Miniszterelnök      | Miniszterelnök      | Miniszterelnök | Miniszterelnök |
| ------------------------------------------------------------------------------ | ------------------- | ------------------- | -------------- | -------------- |
| Iurie Leancă                                                                   | 2013. május 31.     | 2015. február 18.   | PLDM           |                |
| Miniszterelnök-helyettes                                                       |                     |                     |                |                |
| Eugen Carpov (felzárkóztatásért felelős)                                       | 2013. május 31.     | 2015. február 18.   | PLDM           |                |
| Tatiana Potîng (szociális ügyekért felelős)                                    | 2013. május 31.     | 2015. február 18.   | PLR            |                |
| Kül- és európai integrációs miniszter ( egyben első miniszterelnök-helyettes ) |                     |                     |                |                |
| Natalia Gherman                                                                | 2013. május 31.     | 2015. február 18.   | PLDM           |                |
| Gazdasági miniszter ( egyben miniszterelnök-helyettes )                        |                     |                     |                |                |
| Valeriu Lazăr                                                                  | 2013. május 31.     | 2014. július 2.     | PDM            |                |
| Andrian Candu                                                                  | 2014. július 3.     | 2015. február 18.   | PDM            |                |
| Pénzügyminiszter                                                               |                     |                     |                |                |
| Veaceslav Negruță                                                              | 2013. május 31.     | 2013. augusztus 14. | PLDM           |                |
| Anatol Arapu                                                                   | 2013. augusztus 14. | 2015. február 18.   | PLDM           |                |
| Igazságügy-miniszter                                                           |                     |                     |                |                |
| Oleg Efrim                                                                     | 2013. május 31.     | 2015. február 18.   | PLDM           |                |
| Belügyminiszter                                                                |                     |                     |                |                |
| Dorin Recean                                                                   | 2013. május 31.     | 2015. február 18.   | PLDM           |                |
| Védelmi miniszter                                                              |                     |                     |                |                |
| Vitalie Marinuța                                                               | 2013. május 31.     | 2014. április 5.    | PLR            |                |
| Valeriu Troenco                                                                | 2014. április 5.    | 2015. február 18.   | PLR            |                |
| Építésügyi és vidékfejlesztési miniszter                                       |                     |                     |                |                |
| Marcel Răducan                                                                 | 2013. május 31.     | 2015. február 18.   | PDM            |                |
| Mezőgazdasági és élelmiszeripari miniszter                                     |                     |                     |                |                |
| Vasile Bumacov                                                                 | 2013. május 31.     | 2015. február 18.   | PLDM           |                |
| Közlekedési és útgazdálkodási miniszter                                        |                     |                     |                |                |
| Vasile Botnari                                                                 | 2013. május 31.     | 2015. február 18.   | PDM            |                |
| Környezetvédelmi miniszter                                                     |                     |                     |                |                |
| Gheorghe Șalaru                                                                | 2013. május 31.     | 2014. június 6.     | PLR            |                |
| Valentina Țapiș                                                                | 2014. június 6.     | 2015. február 18.   | PLR            |                |
| Oktatási miniszter                                                             |                     |                     |                |                |
| Maia Sandu                                                                     | 2013. május 31.     | 2015. február 18.   | PLDM           |                |
| Művelődési miniszter                                                           |                     |                     |                |                |
| Monica Babuc                                                                   | 2013. május 31.     | 2015. február 18.   | PDM            |                |
| Munkaügyi, népjóléti és családügyi miniszter                                   |                     |                     |                |                |
| Valentina Buliga                                                               | 2013. május 31.     | 2015. február 18.   | PDM            |                |
| Egészségügyi miniszter                                                         |                     |                     |                |                |
| Andrei Usatîi                                                                  | 2013. május 31.     | 2015. február 18.   | PLDM           |                |
| Ifjúsági és sportminiszter                                                     |                     |                     |                |                |
| Octavian Bodișteanu                                                            | 2013. május 31.     | 2015. február 18.   | PLR            |                |
| Informatikai és hírközlési miniszter                                           |                     |                     |                |                |
| Pavel Filip                                                                    | 2013. május 31.     | 2015. február 18.   | PDM            |                |
| A Gagauz Autonóm Terület kormányzója mint a kormány tagja                      |                     |                     |                |                |
| Mihail Formuzal                                                                | 2013. május 31.     | 2015. február 18.   |                |                |
| A Moldovai Tudományos Akadémia elnöke mint a kormány tagja                     |                     |                     |                |                |
| Gheorghe Duca                                                                  | 2013. május 31.     | 2015. február 18.   |                |                |

## Kormányprogram
A kormány programjának legfontosabb célkitűzése az európai integráció, a társulási és a szabadkereskedelmi megállapodás, illetve a vízumrendszer liberalizációjáról szóló egyezmény aláírása az Európai Unióval. A külpolitikai célok között szerepel a kapcsolatok szorosabbra fűzése Oroszországgal, Romániával, Ukrajnával és az Egyesült Államokkal.